# راهول بهاتيا
راهول بهاتيا (بالإنجليزية: Rahul Bhatia)‏ هو شخصية أعمال هندي، ولد في 18 ديسمبر 1955.